# Phoneyusa minima
Phoneyusa minima är en spindelart som först beskrevs av Embrik Strand 1907.  Phoneyusa minima ingår i släktet Phoneyusa och familjen fågelspindlar.
Artens utbredningsområde är Kamerun. Inga underarter finns listade i Catalogue of Life.